# زمان أباد (بزنجان)
زمان أباد (بالفارسية: زمان‌آباد) هي قرية تقع في إيران في قسم بزنجان الريفي. يقدر عدد سكانها بـ 259 نسمة .